# Француска екваторијална Африка
Француска екваторијална Африка (фр. Afrique équatoriale française; енгл. French Equatorial Africa) или АЕФ је била федерација француских колонија у централној Африци која се протезала северно од реке Конго до пустиње Сахаре.

## Историја
Француска екваторијална Африка основана је 1910, те је као федерација француских колонија у Африци чинила четири територије:
- Габон,
- Централни Конго (данас Република Конго),
- Убанги-Шари (данас Централноафричка Република) и
- Чад.

Том федерацијом управљао је генерални гувернер (заједно са заменицима) док му је град Бразавил био седиште. Генерални гувернер имао је велику контролу и моћ управљања над федерацијом, укључујући спољну и унутрашњу безбедност, економске и финансијске послове, а одговарао је француском министру колонија. Заменици гувернера називали су се поручницима које је именовала француска Влада. Они су у колонијама спроводили одлуке гувернера. Систем деловања је био веома централизован иако су у раздобљу између 1910—1946. постојали напори о децентрализацији управљања из средишњице у Бразавилу.
Године 1911, Француска је део територије Централног Конга уступила Немачком Камеруну као резултат Агадирске кризе. Та територија враћена је након пораза Немачке у Првом светском рату, док је Камерун постао француска колонија али није укључен у састав федерације Француске екваторијалне Африке.
Током краја 1920-их и почетком 1930-их, Андре Матсуа основао је антиколонијални покрет "Сосијете Амикал дес Орижинерс де л'А. Е. Ф." те тражио француско држављанство за становнике тог подручја.
Током Другог светског рата Француска екваторијална Африка приступила је снагама "Слободне Француске", док је вођа био Феликс Ебуе (август 1940). Изузетак је био Габон који је припадао Вишијевској Француској (између 16. јуна 1940. и 12. новембра 1940). Тако је Француска екваторијална Африка постала средиште француског војног деловања у Африци.
Године 1944, постављена је нова француска колонијална политика. Тако је гувернер Феликс Ебуе донео "Ла Нувел политик де л'колонијал АЕФ" којим се укинуо присилни рад.
Према подацима из 1950, Француска екваторијална Африка имала је 4.143.922 становника.
Током Француске Четврте Републике (1946—1958) афричка федерација била је заступљена у француском Парламенту. Године 1958, одржан је референдум како би Француска екваторијална Африка постала независна унутар француске заједнице. Тренутна афричка федерација је распуштена те је 1959. основана "Унија Централно Афричких Република". Тек су у августу 1960. те земље постале потпуно независне.

## Француска колонијална управа

### Габон
Француска је преузела улогу заштитника земље потписивањем споразума 1839. и 1841. године. Француски истраживачи између 1862. и 1887. истраживали су густе габонске џунгле. Најпознатији од њих био је гроф Пјер де Браза Саворњан, који је истраживао горњи ток реке Конго.
Француска је 1885. окупирала Габон, али је у француску администрацију ушао тек 1903. године, док је 1910. постала једна од четири земље Француске екваторијалне Африке.
Женез Габонез била је прва габонска политичка странка, основана 1922. године.

#### Независност
Занимљиво је да је Габон од свих земаља Француске екваторијалне Африке последњи стекао независност, 17. августа 1960. године.
У време габонске независности 1960, постојале су две политичке странке:
- Габонски демократски блок (БДГ), вођа: Леон Мба
- Габонска демократска и социјална унија (УДСГ), вођа: Жан-Илер Обам.

Први независни избори одржани су по парламентарном систему, но ни једна страна није успела да добије гласачку већину. БДГ је добио подршку три од четири независна заступника законодавне власти. Леон Мба био је именован за премијера.
Закључивши да је у Габону недовољан број људи за двостраначки систем, вође обе странке договорили су се да сви кандидати уђу на заједничку листу. У изборима у фебруару 1961, Леон Мба постао је габонски председник а Жан-Илер Обам министар спољних послова.

#### Улога Француске после деколонизације
Француске војне снаге успоставиле су Владу председника Мбаа, након што је свргнут у бескрвном пучу 18. фебруара 1964. године.

### Централни Конго (Република Конго)
Након Берлинске конференције о Африци, главне европске силе кренуле су у трку да повећају своју контролу над афричким континентом. Раст капитализма и индустријализације у Европи, довели су до брзорастуће потражње за афричким сировинама, као што су гума, палмино уље и памук. Тако је Конго (који је данас подељен на Републику Конго и ДР Конго) нова мета за освајање јаких европских нација. Чак четири земље бориле су се за доминацију над тим простором: Француска, Белгија, Португалија и Велика Британија.
Цела та подела резултовала је следећим: Португалија је добила подручје Кабинда, Француска велико подручје северно од реке Конго (данас Република Конго) а Белгија само мало упориште на ушћу реке Конго, али и огромно залеђе (данас ДР Конго, бивши Заир).
Као и Габон, и то конгоанско (француско) колонијално подручје истраживао је гроф Пјер де Браза Саворњан. До централног Конга стигао је након путовања од Габона, преко река Огуе и Лефини те је 1880. стигао у краљевство Теке. Дана 10. септембра 1880. потписан је уговор са тамошњим краљем Макоко о успостави француске контроле над тим делом Африке. Убрзо након тога мало мјесто под именом Мфоа преименовано је у Бразавил у част истраживачу Брази Саворњану. Такође, тај град постаје и седиште генералног гувернера и његових заменика.
Успостављање француске контроле било је веома тешко. Белгијски краљ Леополд II покушао је да добије упориште на северној обали реке Конго. Британски истраживач Хенри Мортон Стенли послан је да покори подручје око Бразавила. Један од важнијих проту-француских устанака била је Бахангала буна 1892. године, а предводио ју је Мабијала Ма Нганга. Буна је започела убиством француског администратора Лавала, а завршила је 1896. године.
Многе касније побуне биле су резултат француске политике злостављања месног становништва, као и увођење присилног рада. Сва своја права тамошње је афричко становништво изгубило законом којим је уведен присилни рад.
Будући да француска Влада није желела да потроши превише новаца на нову колонију, дала је концесију приватним фирмама за искориштавање богатстава конгоанске колоније.
Дана 15. јануара 1910. Централни Конго ушао је у састав Француске екваторијалне Африке, а део Конга уступљен је Немачком Камеруну као резултат Агадирске кризе те за немачко признавање француских права у Мароку. Немачка владавина трајала је свега пет година. Поразом Немачке у Првом светском рату, Француска враћа изгубљени део Конга, али и Немачки Камерун.
Француска владавина у Централном Конгу била је изузетно брутална. Изградња 511 км дуге жељезнице на релацијама Шеман де фер Конго — Бразавилле и Осеан — Понт-Ноар однела је 23.000 живота. Сваки афрички отпор француској колонијалној власти био је брутално потиснут.
Најистакнутији конгоански политичар до 1956. био је Жан-Феликс Шикаја. Заједно са вођом Обале Слоноваче, Феликсом Уфуе-Боањијем и другима, формирао је Расемблеман демократк Африкан (РДА) 1946, док је 1947. формирао Афричку напредњачку странку.
Дана 28. новембра 1958. Централни Конго добио је аутономију, а 15. августа 1960. прогласио независност.
Дана 21. новембра 1945, Шикаја је постао један од првих афричких вођа изабран у француски парламент.

#### Независност
Данас је главни град Републике Конго (бивши Централни Конго) Бразавил, док је у време Француске екваторијалне Африке то био Понт Ноар. Пуну независност од Француске, Конго је стекао 15. августа 1960. године. Премијер је постао Филбер Јулу, који је касније био проглашен и првим председником те државе.

#### Улога Француске послије деколонизације
Француска је са Конгом задржала али и наставила одржавање међусобних односа. Тако Француска својој бившој колонији пружа различите облике помоћи, од културног и образовног до економског облика помоћи.
Сам Конго, као земља богата нафтом, омогућила је француској нафтној компанији Елф Аквитен да 1968. на територији Конга отвори сопствене погоне за прераду нафте. Тако је нафта важан извозни производ Конга у Француску.

### Убанги-Шари (Централноафричка Република)
У овоме делу Африке, Француска успоставља колонијалну управу 1903. након пораза египатских снага. Наиме, ту територију хтео је египатски султан. Територија Убанги-Шари спојена је са колонијом Чад 1906. године. Четири године касније постала је једна од четири државе чланице федерације Француска екваторијална Африка.
То подручје најпре је истражио француски истраживач Пјер де Браза Саворњан који је имао експедиције до реке Убанги у настојању да прошири француско колонијално царство у централној Африци. Током 1890. и 1891. послане су експедиције до реке Санга на југозапад Централноафричке Републике.
Године 1894, дипломатским путем утврђене су границе између француског и белгијског Конга те немачког Камеруна. Као и у централном Конгу, тако је и у Централној Африци француска влада приватним фирмама дала концесију на искориштавање ресурса у тој земљи. Такође, и у тој земљи постојао је бруталан начин присиљавања месног становништва на присилни рад те је становништво морало да плаћа порез. То је доводило до бројним проту-француских сукоба. Запосленици концесијских фирми, колонијални функционери и француски војници стрељањем су "смиривали ситуацију“.
Током прве деценије француске управе (1900—1910) тамошње становништво могло је да производи домаће производе који су продавани на европском тржишту.
У раздобљу између 1920. и 1930. започиње период транзиције у којем је саграђена мрежа путева формиране су мобилне здравствене услуге против разних болести и зараза (нпр. болест спавања), уроди су почели да се наплаћују те долазе протестантски мисионари у различитим деловима земље. Присилни рад није укинут те је много живота изгубљено због исцрпљености и болести током градње железнице.
Године 1925, француски писац Андре Жид објавио је књигу „Путовање кроз Конго“ у којој је описао бројне злочине над тамошњим становништвом које су починили запосленици концесијских фирми.
Године 1928. избила је велика побуна која је трајала неколико година. Она се сматра највећом анти-колонијалном побуном у Африци током међуратних година. Она је помно скривана од француске јавности због снажног противљења француске јавности против француске колонијалне владавине и увођења присилног рада.
У раздобљу између 1930. и 1940. важним добрима показали су се памук, чај, кафа, дијаманти и злато. Оснивају се плантаже кафе, док фирме за обраду памука добивају монопол на "памучним подручјима“.
У раздобљу између 1940. и 1950. започињу политичке реформе у тој земљи.

#### Независност
Дана 1. децембра 1958. колонија Убанги-Шари постала је аутономно подручје унутар француске заједнице и узима име Централноафричка Република. Њен оснивач и председник Бартелеми Боганда, умро је у мистериозној авионској несрећи 1959, само осам дана пре последњих избора у колонијално доба.
Дана 13. августа 1960. Централноафричка Република стекла је независност, а два од најближих Богандиних сарадника, Абел Гумба и Давид Дако, укључују се у борбу за власт. Председником постаје Давид Дако.

#### Улога Француске после деколонизације
Давид Дако постаје централноафричким предсједником увелико и због потпоре Француске, док је његов противкандидат Абел Гумба ускоро ухапшен.

### Чад
Након истраживања унутрашњости централне Африке, француски колонизатори окупирали су и простор који се данас назива Чад. Почетком 1890-их започели су војни походи у Чаду против тамошњег становништва које је предводио Рабих аз-Зубајр. Он је поражен тек 1900. године у бици код Кусерија.
Чад најпре постао француска војна територија 1900, а 1905. члан афричке федерације која ће 1910. бити названа Француска екваторијална Африка. На лествици француских колонијалних приоритета (унутар Француске екваторијалне Африке), Чад се нашао на самоме дну. Сам Чад био је занимљив Французима због сировог памука те увођења присилног рада.
Иако је Чад био у саставу афричке федерације, за разлику од других земаља (Габон, Централни Конго, Централноафричка Република), није добио статус засебне колоније или јединствене управне политике. То је требало да чека све до 1920. године. Као и у свакој тој колонији, тако је и у Чаду управљао заменик генералног гувернера, односно поручник. За разлику од осталих трију колонија, гувернеров заменик за Чад имао је већу аутономију управљања. Један разлог била је велика удаљеност од гувернерова сједишта у Бразавилу. Други разлог био је француско веће занимање за преостале колоније. Тако су тај простор обезбеђивале свега три бојне јединице са свега 3.000 војника.
За разлику од других колонија, у Чаду су постојали прешутни договори између месног пустињског становништва и француске војне администрације. Тако је то подручје било релативно безбедно, те је био задовољен минимални ниво јавног реда и мира. Тек је у префектурама Кадај и Билтине постојао отпор француском колонијализму.
Слаб колонијални надзор постојао је у пустињској префектури Канем те насељеним подручјима префектура Гера и Саламат. Касније је Француска имала потпуну контролу само на југу земље помоћу колонијалног система директне цивилне управе. Међутим, у средишту земље и на северу то није био разлог.
Чад се истакнуо 1940. када је био прва колонија која се борила за покрет "Слободна Француска" током Другог светског рата.

#### Независност
Као и друге земље чланице федерације, тако је и Чад 1958. постао независан унутар француске заједнице, док је 1960. та држава постала потпуно независна.

#### Улога Француске после деколонизације
Француска је била најважнији инострани донатор у Чаду прве три деценије након независности 1960. године. Крајем 1980-их економске везе још су биле јаке те Француска шаље Чаду развојну помоћ у облику кредита и бесповратних средстава.
За време француског председника Митерана, односи Француске и Чада додатно су појачани због француских економских, политичких и стратешких циљева у тој земљи. Током Чадско-либијског сукоба (1978—1987) Француска је пазила да због Чада не захлади односе са Либијом са којом је такође сарађивала.
Због ратних сукоба унутар самог Чада, данас у тој земљи делује Француска Легија странаца као мировна мисија заједно са мировним мисијама других земаља.

## Познате личности
Током постојања Француске Екваторске Африке, на том делу континента јавиле су се многе политичке и војне личности. Неки од њих служили су Француској и њеним колонијалним интересима, док су се неке након Другог светског рата и времена деколонизације бориле за независност својих земаља. Најпознатије личности тога времена су Андре Матсуа и Феликс Адолф Ебуе.

### Андре Матсуа
Андре Матсуа сматра се оцем конгоанског национализма. Он је започео са покретом отпора према француској колонијалној власти. Образовање је стицао у месним школама где су предавали француски мисионари. Тамо је добио "контакт" са модерним европским размишљањима. Након тога одлази у Француску где се придружује њиховој војсци која се борила у Мароку где је избила побуна. Кући се вратио са чином дочасника те стекао подршку неких делова француског друштва, попут француске комунистичке партије као и елемената унутар Темпларског реда ("слободни зидари").
Због националистичког покрета осуђен је (заједно са сарадницима) у прогонство у Чад. То је довело до бројних нереда и демонстрација против француске управе. Године 1940, придружио се француској војсци у рату против немачке инвазије. У једној борби је рањен те је 8. фебруара 1941. враћен у Бразавил. Тамо га је гувернер Феликс Ебуе осудио на доживотни рад у радним логорима. Под нејасним околностима умро је 13. јануара 1942. у затвору. Највероватније је убијен заједно са својим националистичким присталицама.

### Феликс Адолф Ебуе
Феликс Адолф Ебуе рођен је у Француској Гвајани те је био француски колонијални администратор на подручју Француске екваторијалне Африке као и вођа Африканаца у покрету "Слободна Француска“.
Отац који је био говорник одгајао га је по креолској традицији. Иначе је потомак афричких робова.
У школи је био бриљантан ученик те је добио стипендију за школовање у средњој школи у Бордоу. Студиј права завршио је у Паризу.
У француској колонијалној историји постће упамћен као први не-белачки гувернер. Двадесет година служио је у Убанги-Шари (Централноафричка Република) а затим у француском прекоморском департману Мартиник. Године 1936, постављен је за гувернера Гвадалупа. Две године касније, због сукоба са надређенима, добио је прекоманду у Чад. Имао је значајну улогу у потпори чадског народа покрету "Слободна Француска" 1940. године.
Као гувернер Француске екваторијалне Африке од 1940. до 1944, деловао је на побољшању статуса Африканаца и смањењу пореза. Омогућио је високо образовање за око 200 Африканаца те је неке Габонце поставио на позиције државних званичника на положајима власти.
Био је франкофонац који је промовисао упорабу француског језика у Африци, но заговарао је очување афричке традиције.
Током живота био је одликован државним орденима Легија части и "Крст ослобођења те је био члан Већа Реда ослобођења. Био је први црнац који је био одликован тако високим француским националним признањима.
Умро је од срчаног удара током посете Каиру. Њему у част париски метро "Парис Метро" преименован је у Феликс Ебуе.

## Валута
Као валута користио се Франак Француске екваторијалне Африке. Независношћу свих четирију земаља ове федерације, Централноафричка Република почела је да користи сопствени ЦФА франак. Данас се та валута користи и у преостале три државе Француске екваторијалне Африке (Габон, Република Конго и Чад).

## Поштанске марке
Поштанска управа сваке од четири земље федерације била је одвојена до 1936, те је свака засебно издавала поштанске марке. Серије марака са сликама месног крајолика и становништва почеле су да се издају тек 1946. године.

## Француска језична оставштина
Током француског колонијализма у земљама федерације остављена је велика франкофонска језична оставштина. Тако је у Габону и Републици Конго, француски језик једини службени језик. У Централноафричкој Републици француски је уз језик санго службени језик, док у Чаду, француски са арапским језиком дели позицију службеног језика земље.
Такође, све су те земље чланице Франкофоније, међународне организације која представља скуп држава, земаља и регија који користе француски као национални језик, службени језик, језик међународне комуникације и као радни језик.

## Трговина са Француском
Иако су распадом Француске екваторијалне Африке и деколонизацијом настале четири нове државе, оне су ипак и после независности наставиле са трговинском сарадњом са Француском. У свим земљама (изузев Централноафричке Републике), Француска је први увозни партнер. Процент увоза француских роба и услуга је различит те варира (зависно од земље) између 1/6 па до 1/3 укупног увоза.
Што се извоза ових афричких земаља тиче, видљиво је да Француска не увози већину њихових извозних производа. Већина добара тих земаља извози се у САД, НР Кину, Јапан и Белгију док је Француска тек трећи, четврти или пак шести извозни партнер земаља бивше Француска екваторијалне Африке.
| Габон                      | Габон                 | Габон                | Габон                  |
| % увоза из Француске       | Ранг француског увоза | % извоза у Француску | Ранг француског извоза |
| -------------------------- | --------------------- | -------------------- | ---------------------- |
| 32,2%                      | 1. увозни партнер     | 6,2%                 | 4. извозни партнер     |
| Република Конго            |                       |                      |                        |
| 22,2%                      | 1. увозни партнер     | 5,6%                 | 3. извозни партнер     |
| Централноафричка Република |                       |                      |                        |
| 13,6%                      | 2. увозни партнер     | 4,3%                 | 6. извозни партнер     |
| Чад                        |                       |                      |                        |
| 17,6%                      | 1. увозни партнер     | -                    | -                      |